# Бурштин України
Державне підприємство «Бурштин України» — державне підприємство, що займається видобутком і переробкою «сонячного каміння» (бурштину). Головний офіс компанії знаходиться в Рівному, а кар'єр видобування розташовується в смт Клесів. Має партнерів та дилерів.
ДП «Бурштин України» — має багаторічний досвід на ринку ювелірних прикрас. Має багато виробів з бурштину різноманітної кольорової гами — намист, браслетів, кулонів, сережок, перснів, ювелірних виробів з поєднанням бурштину та срібла, картин, ікон, панно, портретів, сувенірів державної та рекламної символіки.

## Розслідування
Службові особи дочірнього підприємства «Укрбурштин» та ДАК «Українські поліметали» у змові зі службовими особами юридичних осіб ТОВ «Ленд Груп Компані», ТОВ «Торговий дім «Укрбурштин», ТОВ «Ка Трейд», ТОВ «Київспецсервіс», ТОВ «Грін Профі Груп», ТОВ «Ст. Анна Груп», ТОВ «Абсолют ТМ» здійснили незакінчений замах на заволодіння близько 100 млн грн на виконанні договору про надання послуг та робіт для ДП «Укрбурштин». 
Вищий антикорупційний суд оголосив у розшук двох обвинувачених у так званій «бурштиновій справі», де обвинуваченими є два колишні народні депутати Борислав Розенблат і Максим Поляков. 